# 유홍초
유홍초(留紅草, Ipomoea quamoclit)는 열대 아메리카 원산의 덩굴성 한해살이풀이다. 둥근잎유홍초(Ipomoea coccinea)와 구별하기 위해 새깃유홍초라도도 부른다.

## 생태
덩굴의 높이는 1~2m이다. 잎은 어긋나며, 잎자루가 있고, 잎몸이 빗살 모양으로 완전히 갈라지며, 갈래는 선형이다. 꽃은 붉은색, 흰색, 분홍색 등이 있고, 잎겨드랑이에서 긴 꽃자루가 나와 끝부분에 1~2송이씩 달린다. 꽃받침은 깊게 5갈래, 갈래는 긴 타원형, 화관은 긴 깔때기 모양, 끝이 5개이다. 열매는 삭과로 난형이고 꽃받침은 영존한다.

## 사진

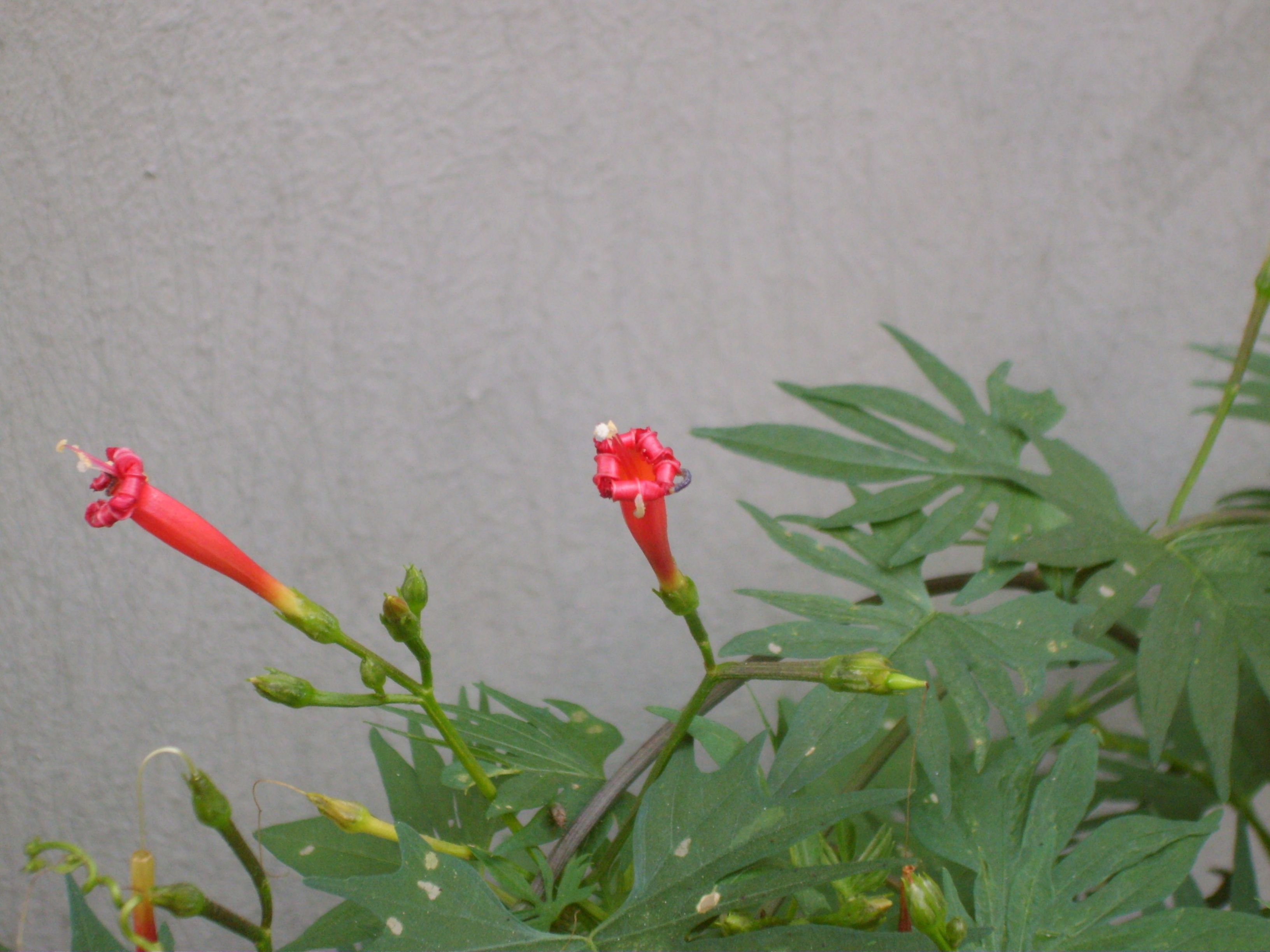
단풍잎유홍초 봉우리
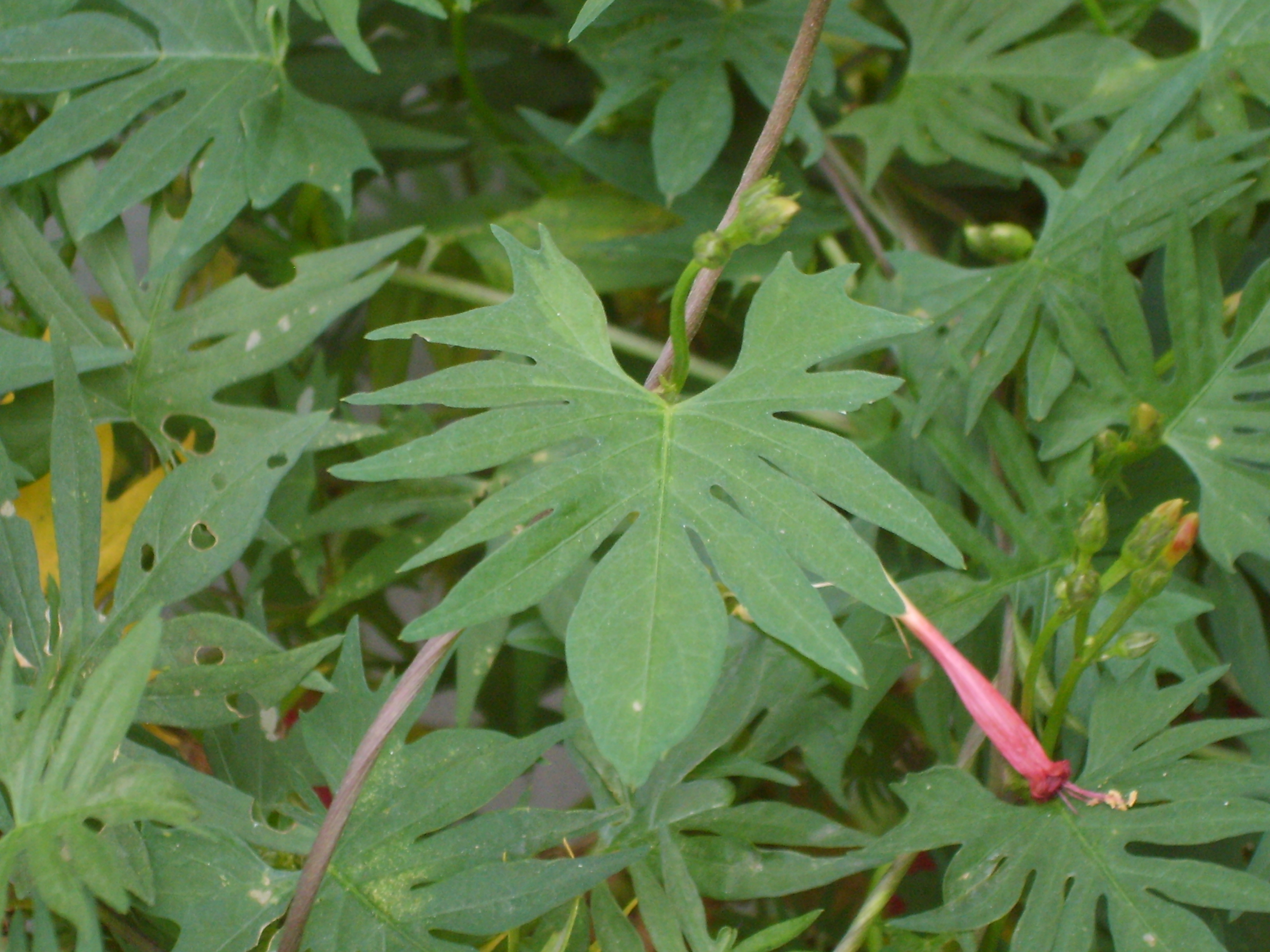
단풍잎유홍초의 잎
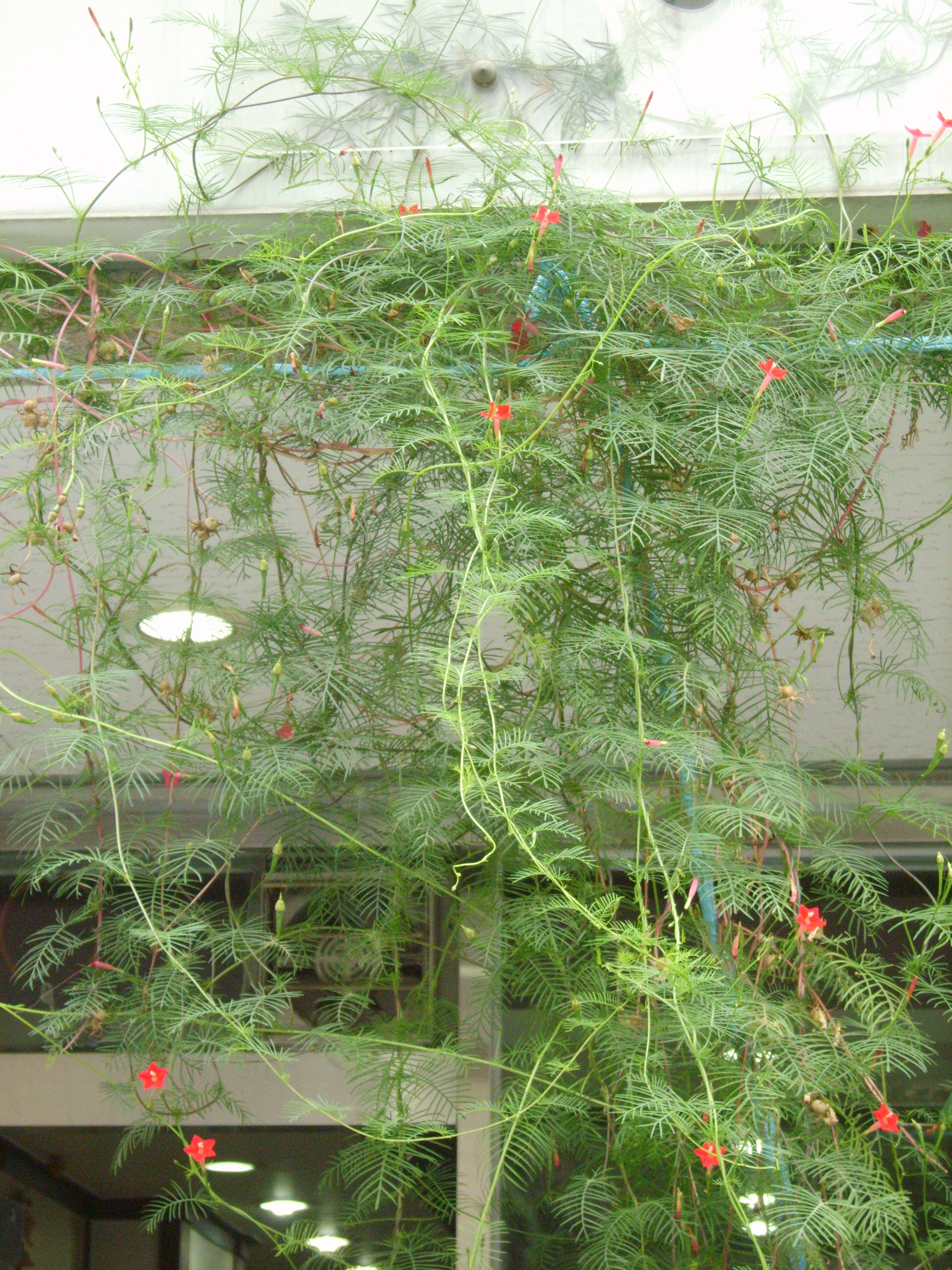
새깃유홍초의 덩굴